# لاگوس
لاگوس (به انگلیسی: Lagos) شهری بندری در نیجریه و پایتخت پیشین این کشور است. جمعیت منطقه شهری لاگوس بالغ بر ۲۱ میلیون نفر می‌باشد که آن را به پرجمعیت‌ترین شهر نیجریه و قاره آفریقا و یکی از پرجمعیت‌ترین شهرهای جهان مبدل می‌کند. لاگوس دومین سرعت رشد را در میان شهرهای قارهٔ آفریقا دارد و یک مرکز مالی بزرگ در قاره آفریقا و چهارمین شهر آن از نظر تولید ناخالص داخلی است. همچنین یکی از بزرگ‌ترین و شلوغ‌ترین بندرهای قاره در آن قرار دارد.
لاگوس در آغاز دهکده کوچکی متعلق به قبیلهٔ آووری بود که بعدها چند دوره تسلط نیروهای خارجی را به خود دید و به مرور به مرکز بازرگانی و جمعیتی نیجریه تبدیل شد. لاگوس اولیه شهری متشکل از مجموعه‌ای از جزایر بود، که در مناطق امروزی دولت‌های محلی جزیره لاگوس، اتی اوزا، آموو-اودوفین و آپاپا وجود داشت. این جزایر با تعدادی خور از هم جدا شده و در حاشیهٔ جنوب غربی تالاب لاگوس قرار دارند. با توجه به شهرسازی سریع، این شهر به غرب تالاب گسترش یافته و مناطقی را در سرزمین‌های امروزی لاگوس، آجرومی-ایفلودون و سوررل شامل می‌کند. این امر منجر به طبقه‌بندی لاگوس به دو منطقه اصلی شد: جزیره، که در واقع همان شهر اولیه لاگوس بود، و سرزمین اصلی که به خاطر گسترش شهر ایجاد شده بود. این منطقه در گذشته به‌طور مستقیم توسط دولت فدرال از طریق شورای شهر لاگوس اداره می‌شد، تا زمانی که ایالت لاگوس در سال ۱۹۶۷ تشکیل و منجر به تجزیه شهر لاگوس به هفت منطقه دولت محلی شد. در حال حاضر با گسترش بیش از پیش شهر، ۲۰ دولت محلی شهر را دربر می‌گیرد.
لاگوس، از زمان ادغام نیجریه در سال ۱۹۱۴، پایتخت کشور بود و پس از تشکیل ایالت لاگوس نیز مرکز آن شد. با این حال، مرکز ایالت بعداً در سال ۱۹۷۶ به ایکجا و پایتخت فدرال در سال ۱۹۹۱ به آبوجا منتقل شد. اگرچه هنوز هم از لاگوس به عنوان یک شهر یکپارچه یاد می‌شود، لاگوس امروزی، در واقع یک منطقه شهری متشکل از چندین شهر است که از ۲۰ دولت محلی تشکیل شده‌است و حتی شهر ایکجا مرکز ایالت لاگوس را نیز در بر می‌گیرد.این منطقه بیش از ۳۷٪ از کل مساحت ایالت لاگوس و حدود ۸۵٪ از کل جمعیت ایالت را در خود جای داده‌است.
فرودگاه بین‌المللی مورتالا محمد فرودگاه اصلی لاگوس است. لاگوس یکی از بزرگترین و گسترده‌ترین شبکه‌های جاده‌ای در غرب آفریقا را داراست.

## تاریخ
لاگوس در آغاز دهکده ای بود که قبیلهٔ آووری از قوم یوروبا در آن ساکن بودند. در قرن شانزدهم، این دهکده توسط امپراتوری بنین فتح شد و این جزیره به اردوگاه جنگی بنین بنام «اکو» تحت حکومت اوبا اورهوگبوا، حاکم بنین در آن زمان تبدیل شد.
ایالت لاگوس امروزی دارای جمعیت قابل توجهی از قبیلهٔ آووری است که از ایشری در امتداد رودخانه اوگون به این منطقه مهاجرت کرده‌اند. در طول تاریخ، لاگوس محل سکونت تعدادی از اقوام متخاصم بود. پس از سکونت اولیه توسط اشراف اووری و فتح آن توسط جنگجویان بنین، ایالت برای اولین بار در قرن پانزدهم مورد توجه پرتغالی‌ها قرار گرفت. نام لاگوس توسط پرتغالی‌ها انتخاب شد که به معنای «دریاچه‌ها» بود.
روی دو سکویرا کاوشگر پرتغالی، در سال ۱۴۷۲ از این منطقه دیدن کرد و نام آن را لاگو دو کورامو نامگذاری کرد. توضیح دیگر این است که لاگوس در پی شهر لاگوس نامگذاری شد که یک بندر در پرتغال و مرکز اصلی سفرهای اکتشافی به آفریقا بود.
انگلیسی‌ها در اوایل قرن نوزدهم در جنگ با تجارت برده در اقیانوس اطلس، با تعقیب و توقیف کشتی‌های برده پرتغالی، آمریکایی، فرانسوی و کوبایی و همچنین انعقاد معاهدات ضد برده داری با روسای قبیله‌های ساحلی آفریقای غربی در سواحل آفریقای غربی از سیرالئون تا سرتاسر دلتای نیجر (نیجریه امروزی) و تا جنوب کنگو حضور پررنگی ایجاد کردند. در سال ۱۸۵۱ و با فشار برده‌های آزاد شده‌ای که دارای نفوذ سیاسی و تجاری بودند، انگلیس به لاگوس حمله کرد که اکنون به عنوان بمباران لاگوس یا اشغال لاگوس شناخته می‌شود. که در نتیجهٔ آن در نتیجه نصب اوبا کوزوکو حاکم قبیله‌ای وقت، برکنار و اوبا آکیتوی روی کار آمد. اوبا آکیتوی سپس پیمان لغو برده داری بین بریتانیا و لاگوس را در یال ۱۸۵۲ امضا کرد. امضای این پیمان شامل حمایت نظامی انگلیس از لاگوس نیز می‌شد.
به دنبال تهدیدهای کوزوکو و فرانسویانی که در ویداه بودند، لرد هنری جان تمپل نخست‌وزیر وقت انگلیس در سال ۱۸۶۱ دستور به انعقاد قرارداد رسمی واگذاری لاگوس به بریتانیا داد. ویلیام مک کاسکری، کنسول لاگوس با فرمانده بدینگفیلد، جلسه ای را با اوبا دوسونمو در ۳۰ ژوئیه ۱۸۶۱ تشکیل داد که در آن قصد انگلیس توضیح داده شد و از او خواسته شد تا معاهدهٔ واگذاری را با بریتانیا برقرار سازد. در ابتدا دوسونمو در برابر شرایط معاهده مقاومت کرد اما در پی تهدید به ایجاد خشونت در لاگوس توسط فرمانده بدینگفیلد، پیمان واگذاری لاگوس را در ۶ اوت ۱۸۶۱ امضا کرد.
لاگوس در ۵ مارس ۱۸۶۲ و سایر بخش‌های نیجریه امروزی در سال ۱۸۸۷ مستعمره اعلام شدند. با تأسیس مستعمره نیجریه در سال ۱۹۱۴، لاگوس پایتخت آن شد و همچنان بعد از استقلال این کشور از انگلیس در سال ۱۹۶۰ نیز پایتخت ماند و روند مهاجرت به آن بیش از پیش افزایش یافت. افزون بر مهاجرانی از سرتاسر نیجریه و سایر کشورهای آفریقای غربی، برده‌های سابق بازگشتی نیز بودند که به نام کرئول‌ها شناخته می‌شدند و از فری تاون، سیرالئون و برزیل به لاگوس آمدند. کرئول‌ها در مدرن‌سازی لاگوس نقش داشتند و تأثیر و به‌کارگیری آنها از معماری پرتغالی را می‌توان در ساختمان‌های موجود در جزیره لاگوس مشاهده کرد. لاگوس در نتیجه رونق اقتصادی نیجریه در طول دهه ۱۹۶۰ و ۱۹۷۰، رشدی سریع را تجربه کرد.و در دوران حکومت نظامی نیجریه تحت تأثیر منفی قرار گرفت.
قبل از تشکیل ایالت لاگوس، لاگوس که پایتخت کشور بود مستقیماً از طریق وزارت فدرال امور لاگوس توسط دولت فدرال به عنوان سرزمینی فدرال اداره می‌شد و شورای شهر لاگوس بر این شهر حاکم بود. در تاریخ ۲۷ مه ۱۹۶۷ لاگوس به همراه تعدادی شهر واقع غربش (ایکجا، ایجج، موشین، ایکورودو، اپه و باداگری) ایالت لاگوس به مرکزیت لاگوس را تشکیل دادند. لاگوس تا سال ۱۹۷۶ که مرکز ایالت لاگوس به ایکجا منتقل شد، نقش دوگانه پایتخت فدرال و مرکز ایالت را ایفا می‌کرد. در ۱۲ دسامبر ۱۹۹۱ نیز، پایتخت دولت فدرال نیجریه به‌طور رسمی به آبوجا منتقل شد. با این حال، لاگوس همچنان مرکز مالی کشور و پرجمعیت‌ترین شهر کشور باقی مانده‌است.

## جغرافیا

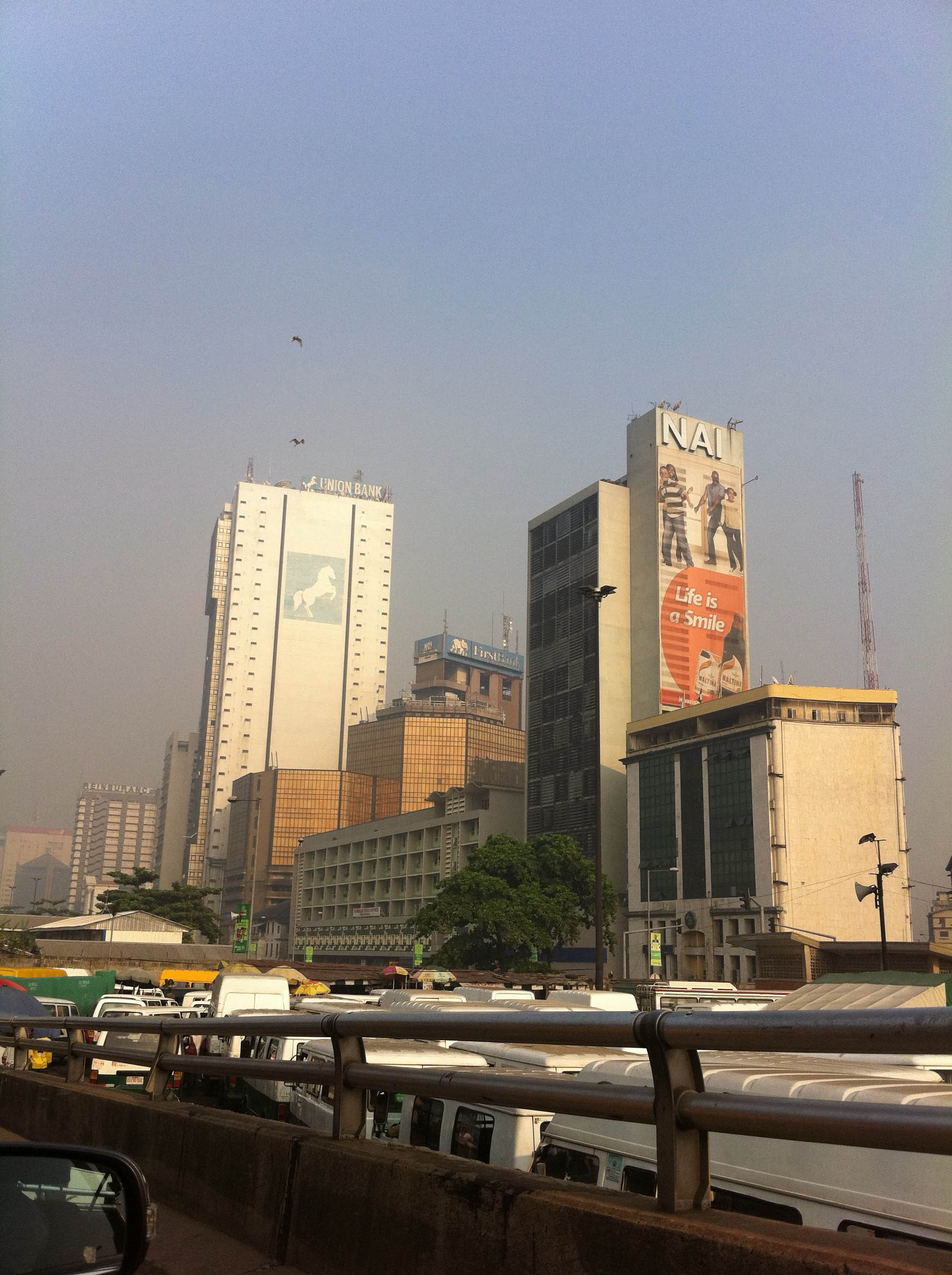
مارینای لاگوس

لاگوس به‌طور کلی در دو منطقه جغرافیایی اصلی طبقه‌بندی می‌شود؛ جزیرهٔ لاگوس و سرزمین اصلی.

### جزیره لاگوس
جزیره لاگوس منطقه تجاری اصلی شهر است. این منطقه دارای ساختمانهای مرتفع و بسیاری از مراکز خرید بزرگ شهر (مانند ایدوموتا و بالوگون) است.همچنین موزه ملی نیجریه، مسجد مرکزی، سالن یادبود گلوور، کلیسای جامع مسیح و کاخ اوبا در این جزیره هستند. یکی از بخش‌های مهم جزیره لاگوس، مارینا است که مؤسسات مهم بانکی و مراکز خرید ایدوموتا و بالوگون را در خود جای داده‌است. میدان تینوبو با اهمیت تاریخی فراوان نیز در جزیره واقع شده‌است. در اینجا بود که مراسم ادغام نیجریه در سال ۱۹۱۴ که باعث اتحاد شمال و جنوب و تشکیل کشور نیجریه بود، برگزار شد.

### سرزمین اصلی
جمعیت عظیمی از لاگوسی‌ها در سرزمین اصلی لاگوس زندگی می‌کنند و بیشتر صنایع در آنجا مستقر هستند. سرزمین اصلی سرزمین اصلی به دلیل موسیقی و زندگی شبانه خود شناخته شده‌است. هرچند که در سال‌های اخیر باشگاه‌های شبانه بیشتری در جزیره لاگوس به وجود آمده‌اند و این جزیره (به خصوص منطقه ویکتوریا و فاز ۱ لکی) را به اصلی‌ترین مکان زندگی شبانه تبدیل ساخته‌اند.
مناطق اصلی سرزمین اصلی ابوته متا، یابا و اجیگبو هستند.

## جمعیت

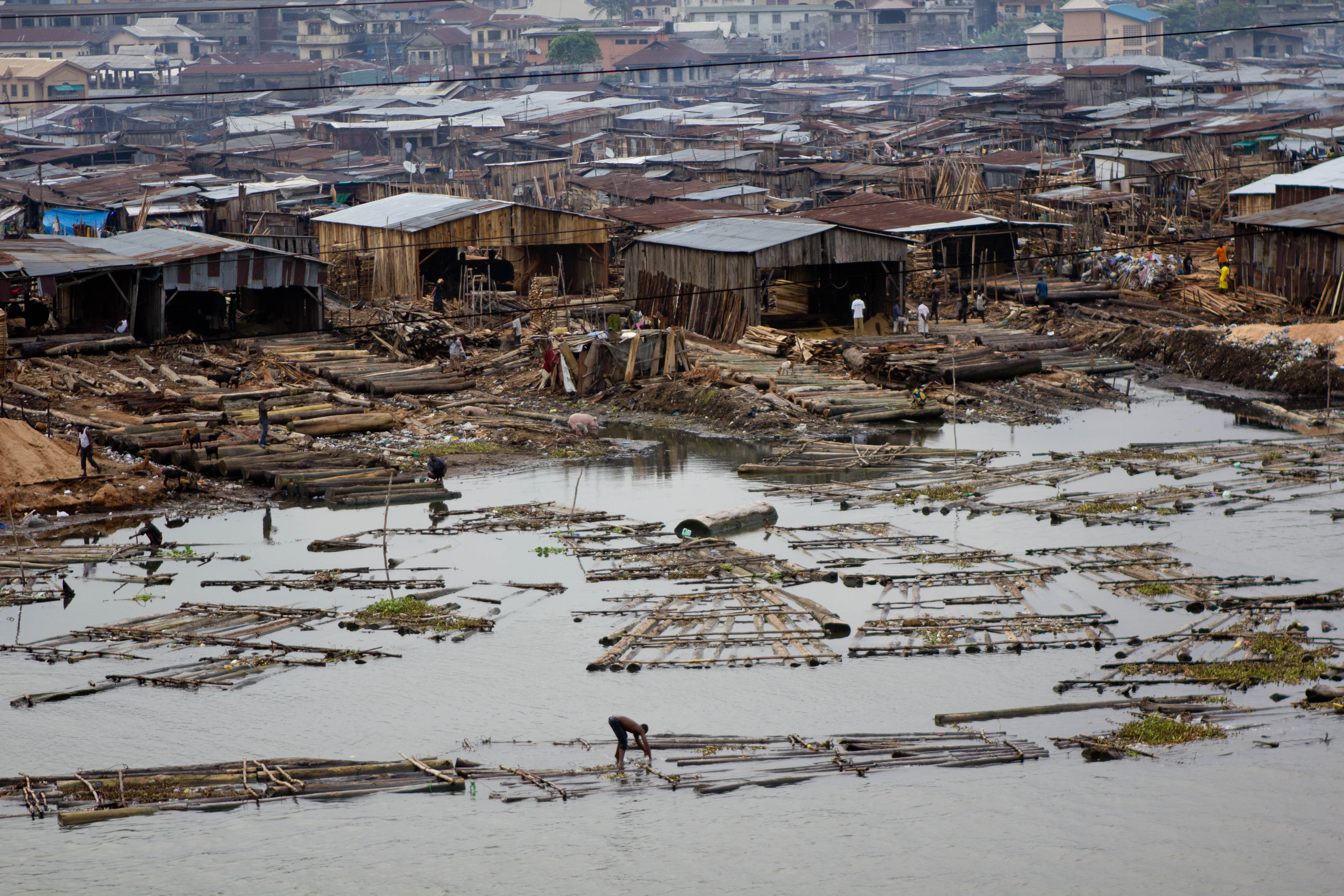
محله فقیر نشین در لاگوس، نیجریه.

جمعیت دقیق کلانشهر لاگوس مورد اختلاف است. در داده‌های سرشماری فدرال سال ۲۰۰۶، این منطقهٔ شهری حدود ۸ میلیون نفر جمعیت داشت. با این حال، این آمار توسط دولت ایالت لاگوس مورد اعتراض قرار گرفت و مقامات ایالتی جمعیت منطقه شهری لاگوس را تقریباً ۱۶ میلیون نفر اعلام کردند. در سال ۲۰۱۵، آمارهای غیررسمی جمعیت منطقهٔ شهری لاگوس را که بخش‌هایی از ایالت اوگون را نیز دربر می‌گرفت حدود ۲۱ میلیون نفر تخمین زدند.

## آب و هوا
لاگوس در طبقه‌بندی اقلیمی کوپن در اقلیم ساوان استوایی قرار می‌گیرد، زیرا تفاوت بارش قابل توجهی بین فصل مرطوب و خشک سال وجود دارد. فصل مرطوب از ماه آوریل آغاز می‌شود و در ماه اکتبر به پایان می‌رسد، در حالی که فصل خشک از ماه نوامبر آغاز می‌شود و در ماه مارس به پایان می‌رسد. پربارش‌ترین ماه ژوئن است که میزان بارش در آن ۳۱۵٫۵ میلی‌متر است و خشک‌ترین ماه ژانویه است که میزان بارش در آن ۱۳٫۲ میلی‌متر است
قرار گرفتن در نزدیکی خط استوا منجر به ثابت ماندن نسبی دمای لاگوس با میانگین ۲۸٫۳–۳۲٫۹ درجه سانتی گراد شده‌است. فصل‌ها در لاگوس با نیمکره جنوبی مشترک هستند، به صورتی که اوج‌های تابستانی در ماه مارس، با دامنه دمای ۳۲٫۹–۲۴٫۱ درجه سانتی گراد و زمستان‌های گرم در اوت، با دامنه دمای ۲۸٫۳–۲۱٫۸ درجه سانتی گراد، به صورت میانگین قرار دارند.
| داده‌های اقلیم لاگوس               | داده‌های اقلیم لاگوس | داده‌های اقلیم لاگوس | داده‌های اقلیم لاگوس | داده‌های اقلیم لاگوس | داده‌های اقلیم لاگوس | داده‌های اقلیم لاگوس | داده‌های اقلیم لاگوس | داده‌های اقلیم لاگوس | داده‌های اقلیم لاگوس | داده‌های اقلیم لاگوس | داده‌های اقلیم لاگوس | داده‌های اقلیم لاگوس | داده‌های اقلیم لاگوس |
| ماه                               | ژانویه              | فوریه               | مارس                | آوریل               | مه                  | ژوئن                | ژوئیه               | اوت                 | سپتامبر             | اکتبر               | نوامبر              | دسامبر              | سال                 |
| --------------------------------- | ------------------- | ------------------- | ------------------- | ------------------- | ------------------- | ------------------- | ------------------- | ------------------- | ------------------- | ------------------- | ------------------- | ------------------- | ------------------- |
| سابقهٔ بیش‌ترین °C (°F)             | ۴۰٫۰ (۱۰۴)          | ۳۷٫۱ (۹۹)           | ۳۷٫۰ (۹۹)           | ۳۹٫۶ (۱۰۳)          | ۳۷٫۰ (۹۹)           | ۳۷٫۶ (۱۰۰)          | ۳۳٫۲ (۹۲)           | ۳۳٫۰ (۹۱)           | ۳۳٫۲ (۹۲)           | ۳۳٫۷ (۹۳)           | ۳۹٫۹ (۱۰۴)          | ۳۶٫۴ (۹۸)           | ۴۰٫۰ (۱۰۴)          |
| میانگین بیش‌ترین °C (°F)           | ۳۲٫۲ (۹۰)           | ۳۳٫۲ (۹۲)           | ۳۲٫۹ (۹۱)           | ۳۲٫۲ (۹۰)           | ۳۰٫۹ (۸۸)           | ۲۹٫۳ (۸۵)           | ۲۸٫۲ (۸۳)           | ۲۸٫۳ (۸۳)           | ۲۸٫۹ (۸۴)           | ۳۰٫۳ (۸۷)           | ۳۱٫۴ (۸۹)           | ۳۱٫۸ (۸۹)           | ۳۰٫۸ (۸۷)           |
| میانگین روزانه °C (°F)            | ۲۷٫۳ (۸۱)           | ۲۸٫۴ (۸۳)           | ۲۸٫۵ (۸۳)           | ۲۸٫۰ (۸۲)           | ۲۷٫۰ (۸۱)           | ۲۵٫۶ (۷۸)           | ۲۵٫۲ (۷۷)           | ۲۵٫۰ (۷۷)           | ۲۵٫۵ (۷۸)           | ۲۶٫۴ (۸۰)           | ۲۷٫۲ (۸۱)           | ۲۷٫۲ (۸۱)           | ۲۶٫۸ (۸۰)           |
| میانگین کم‌ترین °C (°F)            | ۲۲٫۴ (۷۲)           | ۲۳٫۷ (۷۵)           | ۲۴٫۱ (۷۵)           | ۲۳٫۷ (۷۵)           | ۲۳٫۲ (۷۴)           | ۲۱٫۹ (۷۱)           | ۲۲٫۳ (۷۲)           | ۲۱٫۸ (۷۱)           | ۲۲٫۱ (۷۲)           | ۲۲٫۴ (۷۲)           | ۲۳٫۰ (۷۳)           | ۲۲٫۵ (۷۳)           | ۲۲٫۸ (۷۳)           |
| سابقهٔ کم‌ترین °C (°F)              | ۱۲٫۶ (۵۵)           | ۱۶٫۱ (۶۱)           | ۱۴٫۰ (۵۷)           | ۱۴٫۹ (۵۹)           | ۲۰٫۰ (۶۸)           | ۲۱٫۲ (۷۰)           | ۱۵٫۰ (۵۹)           | ۱۹٫۰ (۶۶)           | ۱۳٫۰ (۵۵)           | ۱۷٫۹ (۶۴)           | ۱۱٫۱ (۵۲)           | ۱۱٫۶ (۵۳)           | ۱۱٫۱ (۵۲)           |
| بارندگی میلی‌متر (اینچ)            | ۱۳٫۲ (۰٫۵۲)         | ۴۰٫۶ (۱٫۶)          | ۸۴٫۳ (۳٫۳۲)         | ۱۴۶٫۳ (۵٫۷۶)        | ۲۰۲٫۴ (۷٫۹۷)        | ۳۱۵٫۵ (۱۲٫۴۲)       | ۲۴۳٫۰ (۹٫۵۷)        | ۱۲۱٫۷ (۴٫۷۹)        | ۱۶۰٫۰ (۶٫۳)         | ۱۲۵٫۱ (۴٫۹۳)        | ۳۹٫۷ (۱٫۵۶)         | ۱۴٫۸ (۰٫۵۸)         | ۱٬۵۰۶٫۶ (۵۹٫۳۱)     |
| میانگین روزهای بارندگی (≥ ۱.۰ mm) | ۱٫۵                 | ۲٫۸                 | ۶٫۶                 | ۹٫۰                 | ۱۲٫۵                | ۱۶٫۲                | ۱۳٫۲                | ۱۱٫۶                | ۱۲٫۷                | ۱۱٫۲                | ۴٫۹                 | ۲٫۱                 | ۱۰۴٫۳               |
| درصد رطوبت                        | ۸۱                  | ۷۹                  | ۷۶                  | ۸۲                  | ۸۴                  | ۸۷                  | ۸۷                  | ۸۵                  | ۸۶                  | ۸۷                  | ۸۴                  | ۸۲                  | ۸۳                  |
| میانگین روزانه ساعت‌های تابش آفتاب | ۱۶۴٫۳               | ۱۶۸٫۰               | ۱۷۳٫۶               | ۱۸۰٫۰               | ۱۷۶٫۷               | ۱۱۴٫۰               | ۹۹٫۲                | ۱۰۸٫۵               | ۱۱۴٫۰               | ۱۶۷٫۴               | ۱۸۶٫۰               | ۱۹۲٫۲               | ۱٬۸۴۳٫۹             |
| منبع شماره ۱: هواشناسی آلمان      |                     |                     |                     |                     |                     |                     |                     |                     |                     |                     |                     |                     |                     |
| منبع شماره ۲: متروکلایمت          |                     |                     |                     |                     |                     |                     |                     |                     |                     |                     |                     |                     |                     |

## معماری

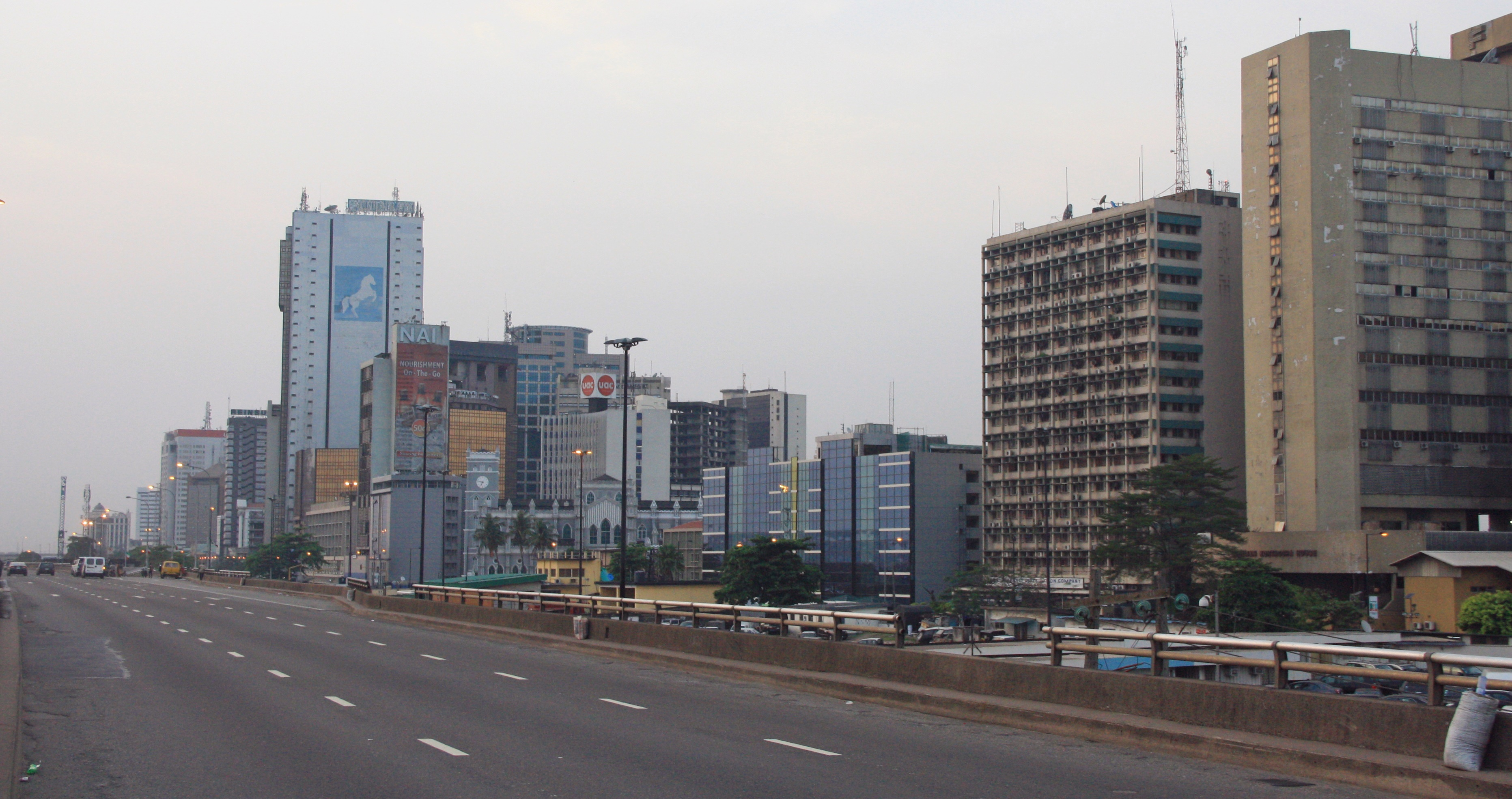
برج‌های لاگوس

لاگوس بلندترین برج‌ها را در نیجریه را دارد. سبک‌های معماری در لاگوس متنوع است و گرمسیری، بومی و استعماری یا ترکیبی را شامل می‌شود. معماری پرتغالی یا برزیل که توسط کرئول‌ها آورده شده‌است در ساختمانهایی مانند خانهٔ آب و مسجد خلیج شیتا مشهود است. آسمان خراش‌ها و بیشتر ساختمان‌های بلند در جزیره متمرکز شده‌اند در حالی که سرزمین اصلی دارای تعداد کمی ساختمان مرتفع است. در سال‌های اخیر، دولت ایالتی لاگوس پارک‌ها و فضاهای سبز را با هدف بلند مدت توسعه نوسازی کرده‌است. تعداد زیادی ساختمان با کیفیت بالا در سطح شهر درحال گسترش هستند.

## اقتصاد

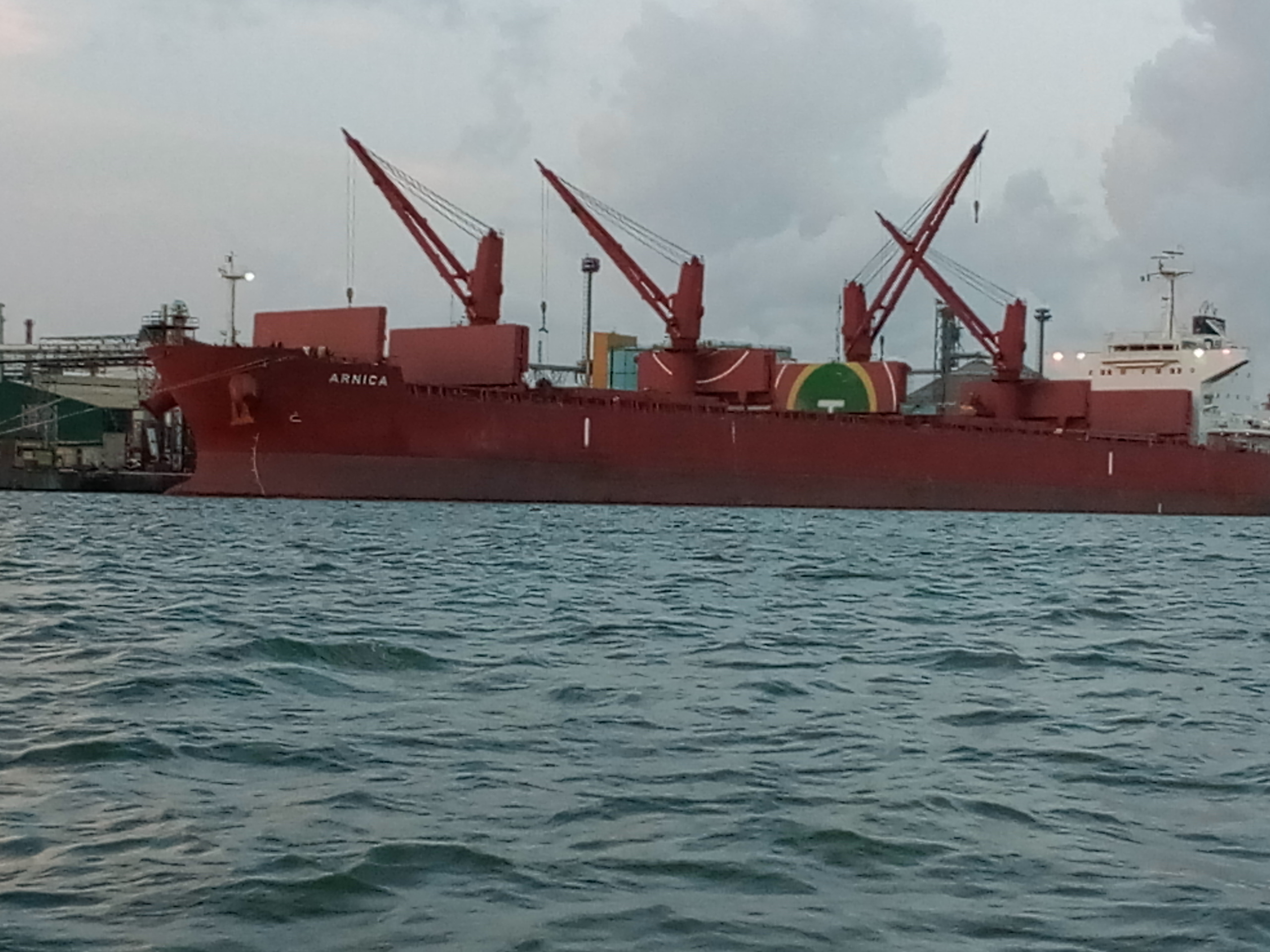
بندر آپاپا

شهر لاگوس یک کانون مهم اقتصادی در نیجریه است و حدود ۱۰٪ تولید ناخالص داخلی این کشور را تولید می‌کند. بیشتر تجارت و امور مالی در منطقه تجاری مرکزی واقع در جزیره انجام می‌شود. جزیره همچنین جایی است که بیشتر بانکهای تجاری کشور، مؤسسات مالی و شرکتهای بزرگ در آن مستقر هستند. لاگوس همچنین قطب اصلی ارتباطات و ارتباطات در غرب آفریقا و به‌طور بالقوه، بزرگترین بازار فناوری اطلاعات و ارتباطات در این قاره است. لاگوس در حال گسترش یک اقتصاد ۲۴ ساعته می‌باشد و همچنین به عنوان یکی از گرانترین شهرهای جهان رتبه‌بندی شده‌است.در برخی از مناطق لاگوس، ساکنان یکی از بالاترین استانداردهای زندگی در نیجریه و تمامی آفریقا را دارند.هم‌زمان، تعداد قابل توجهی از ساکنان در زاغه‌های بدون دسترسی به آب لوله‌کشی و فاضلاب زندگی می‌کنند.
بندر لاگوس بندر برجسته کشور نیجریه و یکی از بزرگترین و شلوغ‌ترین بندرها در آفریقا است. این بندر توسط اداره بندرها نیجریه اداره می‌شود و به سه بخش اصلی تقسیم می‌شود: بندر لاگوس که در کانال اصلی جنب جزیره لاگوس قرار دارد و بندر آپاپا (محل ترمینال کانتینر) و بندر تین کن که هر دو در خور باداگری واقع شده‌اند.این بندر دارای یک راه‌آهن است و محل اصلی صادرات نفت خام و فراورده‌های نفتی کشور است. نفت و فرآورده‌های آن ۱۴٪ از تولید ناخالص داخلی و ۹۰٪ از درآمد ارزی را در نیجریه تأمین می‌کنند

## آموزش

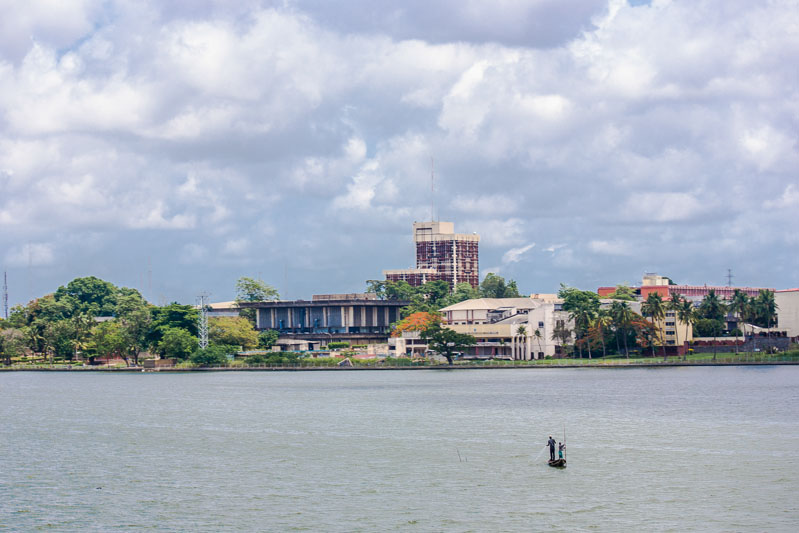
دانشگاه لاگوس

دولت ایالتی لاگوس مدارس دولتی را اداره می‌کند. سیستم آموزش و پرورش سیستم ۶-۳-۳-۴ است که در سراسر کشور (و همچنین بسیاری دیگر از اعضای جامعه اقتصادی کشورهای آفریقای غربی) عملی می‌شود. مقاطع آموزش شامل ابتدایی، دبیرستان خردسال، دبیرستان متوسطه و دانشگاه می‌باشد. به همه کودکان آموزش ابتدایی ارائه می‌شود. بسیاری از مدارس در نیجریه دارای بودجه فدرال و معمولاً شبانه‌روزی هستند.

### دانشگاه‌ها
- دانشگاه لاگوس
- دانشگاه ایالتی لاگوس
- دانشگاه پان‌آتلانتیک
- دانشگاه آزاد ملی نیجریه
- دانشگاه کالب
- کالج فناوری بهداشت ایالتی لاگوس
- کالج پزشکی ایالتی لاگوس

## روابط بین‌المللی

### شهرهای خواهرخوانده
لاگوس با شهرهای زیر پیمان خواهرخواندگی منعقد کرده‌است:
- آتلانتا، ایالات متحده آمریکا[۶۴]
- بلو هوریزونته، برزیل[۶۵]
- بخارست، رومانی[۶۶]
- پورت آو اسپین، ترینیداد و توباگو[۶۷]